# Gnaisse

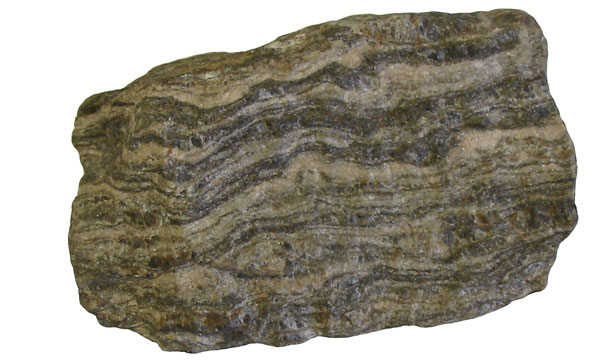
Gnaisse

Gnaisse é uma rocha de origem metamórfica, resultante da deformação de sedimentos arcósicos ou de granitos. Sua composição é de diversos minerais, mais de 20% de feldspato potássico, plagioclásio, e ainda quartzo e biotita, sendo por isso considerada essencialmente quartzofeldspática.

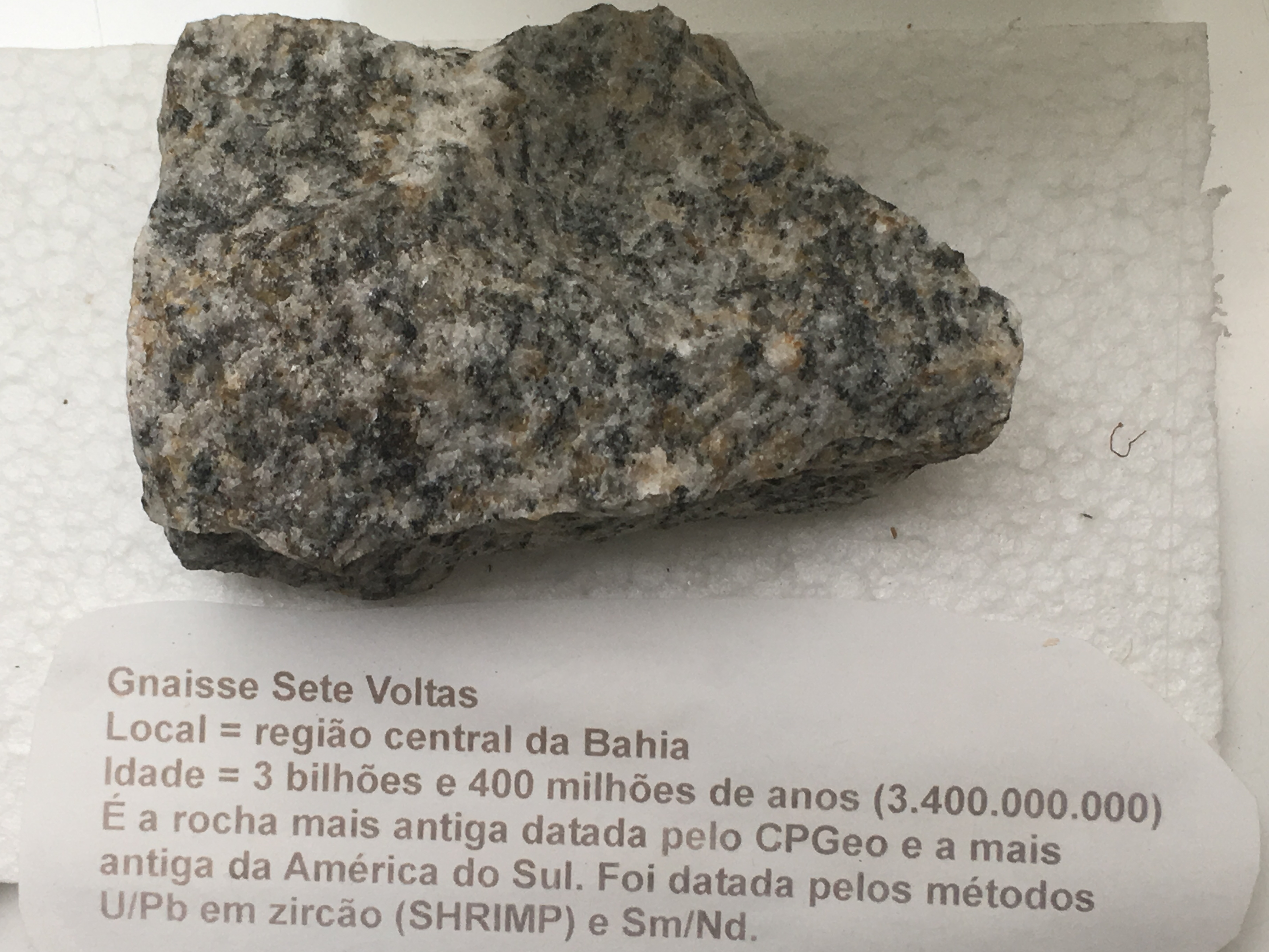
Amostra de gnaisse Sete Voltas, a rocha mais antiga já encontrada na América do Sul, com cerca de 3,4 bilhões de anos (Paleoarqueano).

Sua granulação situa-se frequentemente entre média e grossa; a estrutura é muito variável, desde  maciça, granitoide e com foliação (dada pelo achatamento dos grãos) até bandada, com bandas geralmente milimétricas a centimétricas alternadas com outras mais máficas, derivadas de processos de segregação metamórfica que culminam em rochas magmáticas.

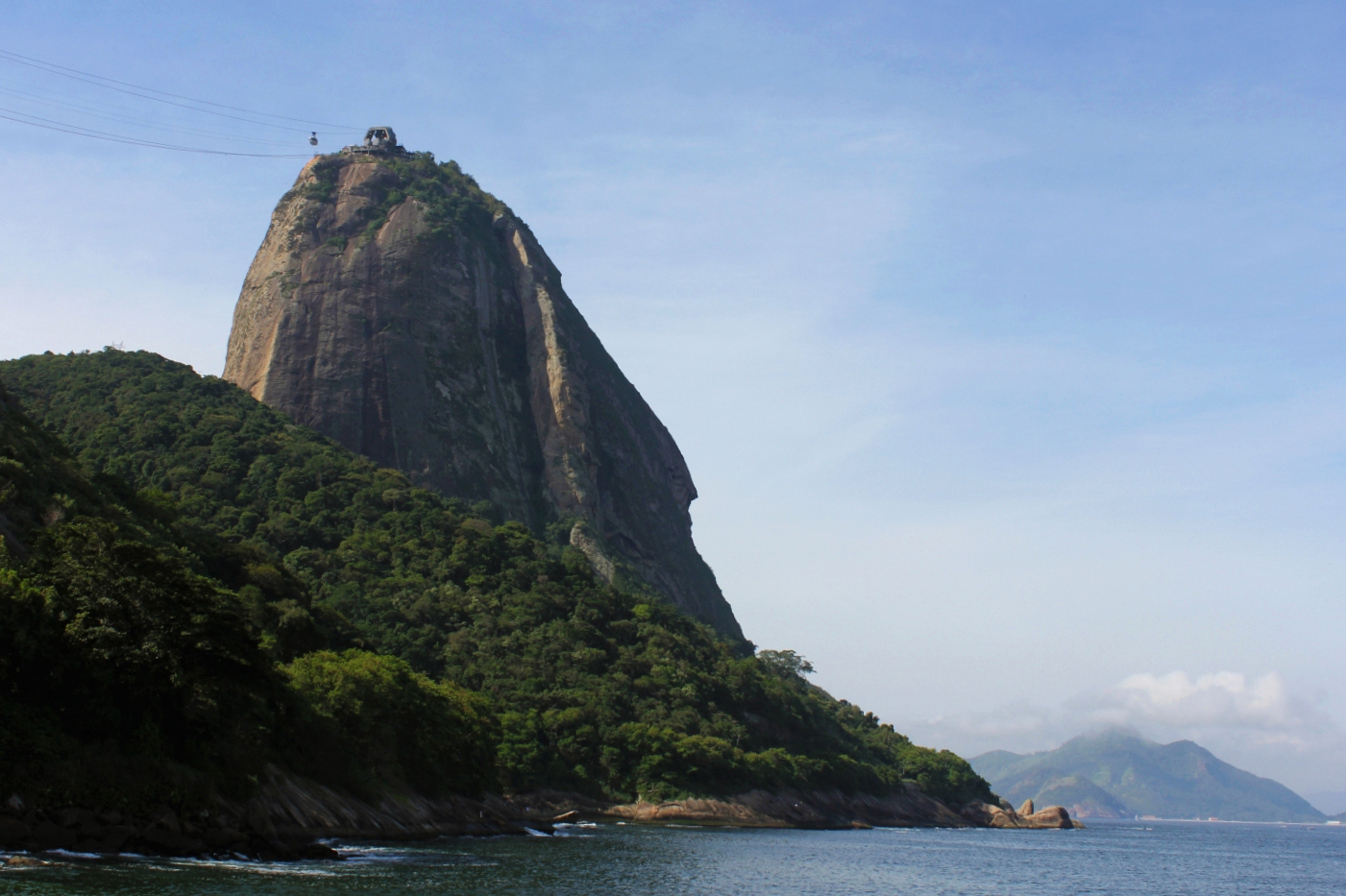
Pão de Açúcar, morro constituído por gnaisse.

Algumas das rochas mais antigas do mundo são gnaisses. Um exemplo de formação rochosa em gnaisse é o Pão de Açúcar, localizado na cidade do Rio de Janeiro, Brasil. Outro exemplo é a Pedra do Ingá, Monumento Nacional no agreste da Paraíba, ou ainda a estatueta encontrada em um sambaqui em Iguape em 1906, pelo pesquisador Ricardo Krone, a qual faz parte do acervo do Museu de Arqueologia e Etnologia da USP, em São Paulo (cidade). O bairro Beira Rio, em Cataguases, também tem várias estruturas compostas por esse mineral. A Pedra Azul, ponto turístico localizado em Domingos Martins (ES) é outra notável formação de gnaisse.
Devido à sua grande variação mineralógica e seu grau metamórfico, é amplamente empregada como brita na construção civil e na pavimentação, além do uso ornamental.